# (33378) 1999 CE14
1999 سي إي 14 (ويعرف أيضًا باسم (33378) 1999 سي إي 14 وفق تسمية الكوكب الصغير) (بالإنجليزية: 1999 CE14)‏ هو كويكب ضمن حزام الكويكبات؛ وترتيبه 33378 من حيث الاكتشاف.
اكتُشف هذا الجُرم الفلكي بواسطة تيتسوؤو كاغاوا في 13 فبراير 1999.

## وصلات خارجية
- (33378) 1999 CE14 في قاعدة بيانات مختبر الدفع النفاث لأجرام النظام الشمسي الصغيرة

- الاكتشاف · مخطط المدار ·  العناصر المدارية · المعلمات المادية

- (33378) 1999 CE14 على موقع ويكي سكاي: DSS2, SDSS, GALEX, IRAS, Hydrogen α, X-Ray, Astrophoto, Sky Map, Articles and images